# Pseudogekko chavacano
Espèce
Pseudogekko chavacano est une espèce de geckos de la famille des Gekkonidae.

## Répartition
Cette espèce est endémique de la péninsule de Zamboanga sur l'île de Mindanao aux Philippines.

## Étymologie
Cette espèce est nommée en référence au Chavacano, langage parlé dans la localité type.

## Publication originale
- Siler, Welton, Davis, Watters, Davey, Diesmos, Diesmos & Brown, 2014 : Taxonomic revision of the Pseudogekko compresicorpus complex (Reptilia: Squamata: Gekkonidae), with descriptions of three new species. Herpetological Monographs, vol. 28, p. 110–139.